# پالتامو
پالْتامو (به فنلاندی: Paltamo) یک منطقهٔ مسکونی در فنلاند است که در کاینو واقع شده‌است.